# Льюис, Невилл
Альфред Невилл Льюис (8 октября 1895 — 26 июня 1972) — южноафриканский художник. Родился в Кейптауне, Южная Африка, там же окончил школу, а затем продолжил обучение в школе искусств Слейда в Лондоне.

## Биография
Отец Льюиса был мэром Кейптауна. В частности именно он 4 октября 1929 года открыл канатную дорогу на Столовую гору.
Невилл женился на своей сокурснице Тео Таунсенд. В 1920 году он стал членом художественного клуба Новой Англии. Правда уже в 1922 году брак распался. Два сына Льюиса, Том и Дэвид, переехали в Кейптаун, где их воспитывали бабушка с дедушкой, а дочь Кэтрин осталась со своей матерью.
Во время Первой мировой войны Невилл Льюис служил во Франции, Бельгии и Италии.
Во время Второй мировой войны художник продолжал писать портреты маслом. При этом он часто рисовал и чёрных южноафриканцев.
Помимо прочего Льюис написал три портрета фельдмаршала Бернарда Лоу Монтгомери.
3 ноября 1955 года он женился на графине Розе Сесили Каролине-Матильде Ирен Сибилле Анне цу Сольмс-Барут, дочери Фридриха, 3-го принца Сольмс-Барута и его жены принцессы Адельгейды Зондербург-Глюксбургской. Художник поселился и поселился на Роуэн-стрит в Стелленбосе, где их дети Каролина и Фредерик Генри Льюис посещали школу.
Картина «Портрет Альберта ван дер Сандта Сентливреса» Невилла Льюиса была сожжена демонстрантами во время беспорядков в университете Кейптауна в феврале 2016 года.

## Художественные произведения
- Король Собуза II портрет Собуза II
- Девочка с синим покрывалом
- Женщина пондо